# Karen Martínez
Karen Cecilia Martínez Insignares (Cartagena de Indias, 14 d'agost de 1979), més coneguda com a Karen Martínez, és una actriu, model i presentadora colombiana.

## Carrera
Es destaca com a model des dels 14 anys, Karen Martínez va aparèixer per primera vegada en la televisió en un comercial d'un refresc gravat per Carlos Vives a Cartagena. Ha participat a El cartel de los sapos i en altres telenovel·les.
És l'esposa del cantant colombià de pop rock Juanes, amb qui manté una relació matrimonial des de 2004. Tenen dues filles (Paloma Aristizábal Martínez i Luna Aristizábal Martínez) i un fill (Dante Aristizábal Martínez).

## Filmografia

### Televisió
| Any  | Títol                  | Personatge        | Canal                        |
| ---- | ---------------------- | ----------------- | ---------------------------- |
| 2018 | Noobees                | Salma Gómez       | Nickelodeon (Llatinoamèrica) |
| 2016 | Ruta 35                | Ximena            | UniMás                       |
| 2008 | El cartel de los sapos | Sofía             | Caracol Televisión           |
| 2007 | Tiempo final           | Candela           | Fox Channel                  |
| 2007 | Mujeres asesinas       | Lisa, La Soñadora | RCN Televisión               |
| 2003 | Sofía dame tiempo      | Sofia             | Telemundo                    |
| 2001 | Amor a mil             | Diana McKenzie    | Caracol Televisión           |
| 2000 | Padres e hijos         | Ximena            | Caracol Televisión           |
| 1992 | Oki Doki               | Marcelita         | RCN Televisión               |

## Presentadora
| Any | Títol            | Nota |
| --- | ---------------- | ---- |
|     | Noticiero TV Hoy |      |
|     | Noticiero NCA    |      |
|     | La Voz Teens     |      |

## Cinema
| Any  | Títol           | Personatge  | Nota |
| ---- | --------------- | ----------- | ---- |
| 2013 | La jaula de oro |             |      |
| 2012 | El paseo 2      | Gloria      |      |
| 2001 | Siniestro       | Leah Santos |      |